# Eupithecia biumbrata
Eupithecia biumbrata är en fjärilsart som beskrevs av W. Warren 1907. Eupithecia biumbrata ingår i släktet Eupithecia och familjen mätare. Inga underarter finns listade i Catalogue of Life.